# Гуревич, Натан Львович
Натан Львович Гуревич (27 мая 1896, Каховка, Таврическая губерния — 6 февраля 1958, Москва) — советский архитектор-художник, специалист по проектированию мостов и набережных. Отец архитектора Виктора Натановича Гуревича.

## Биография
Натан Львович Гуревич родился 27 мая 1896 года в городе Каховке. Окончил архитектурный факультет Одесского художественного училища в 1919 году, а в 1927 году — Одесский архитектурный институт. Работал в Москве в мастерской А. Щусева, часто — в соавторстве с архитектором И. А. Французом. Член Союза архитекторов СССР с 1931 года.
Умер в Москве 6 февраля 1958 года.

## Основные работы
В Москве:
- Проект схода на Саввинской набережной (1935)
- Проект водных станций для катеров и моторных лодок (1934)
- Проект расположения мостов и пристаней на Москве-реке (1935)
- Проект застройки Смоленской набережной (1934)